# Dolphin Football Club (Nigeria)
Pour les articles homonymes, voir Dolphin Football Club.
Maillots
Le Dolphin Football Club est un club nigérian de football basé à Port Harcourt.

## Historique
- 1988 : fondation du club sous le nom de Eagle Cement.
- 2000 : le club est renommé Dolphin FC.
- Février 2016 : le club disparaît, à la suite de la fusion avec l'autre équipe de la ville, le Sharks Football Club pour donner naissance au club de Rivers United.

## Palmarès
- Championnat du Nigeria (3)
  - Champion : 1997, 2004, 2011

- Coupe du Nigeria (4)
  - Vainqueur : 2002, 2004, 2006 et 2007

- Supercoupe du Nigeria (1) :
  - Vainqueur : 2004

- Coupe de la confédération
  - Finaliste : 2005